# Pieprznik jadalny

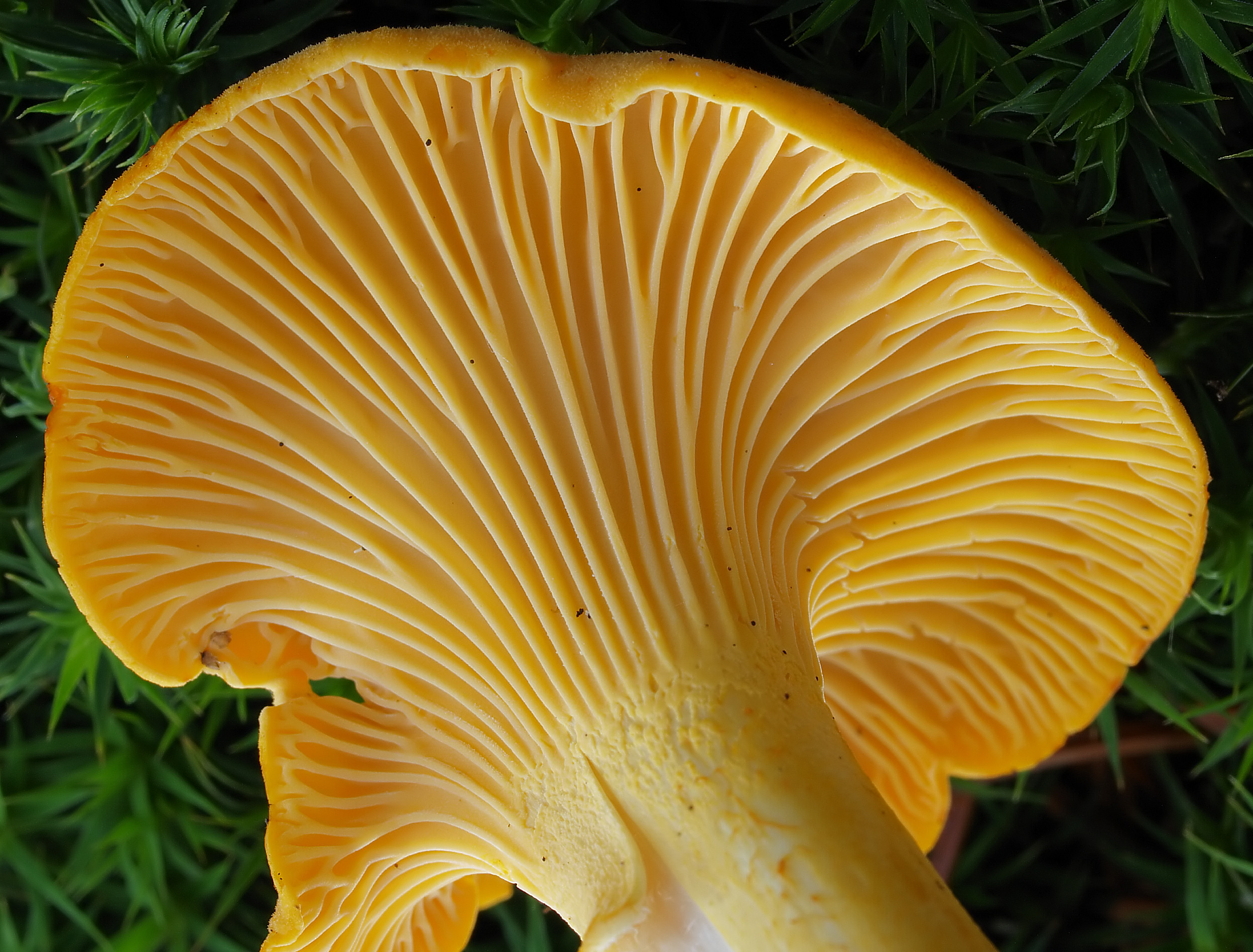
Listewki na owocniku

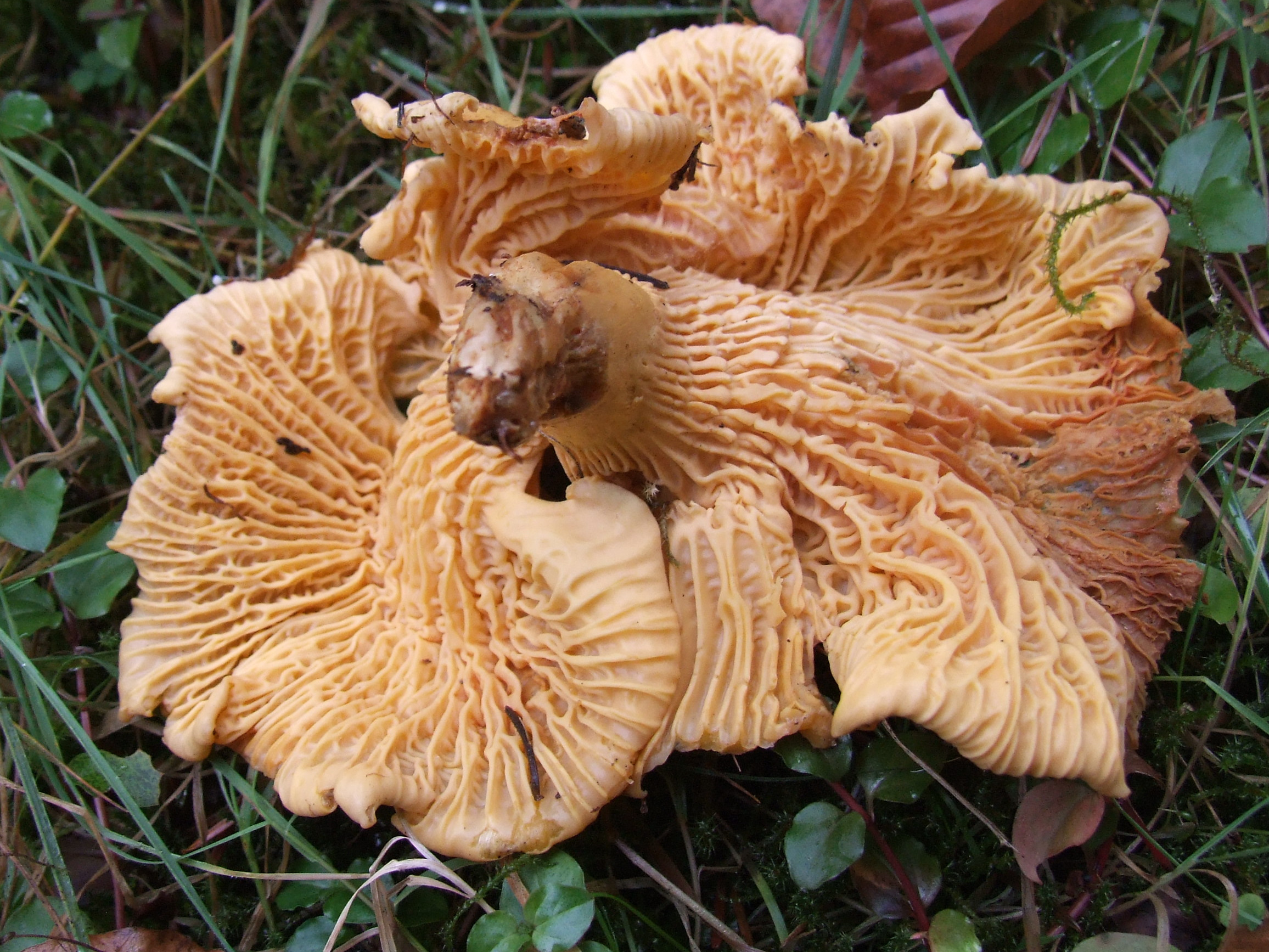
Podobny gatunek: pieprznik ametystowy

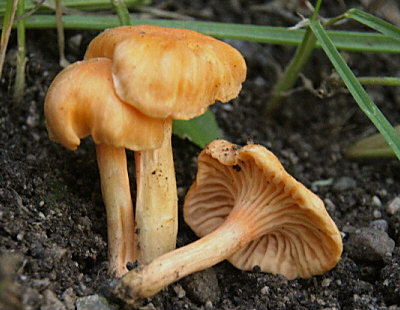
Podobny gatunek: pieprznik pomarańczowy

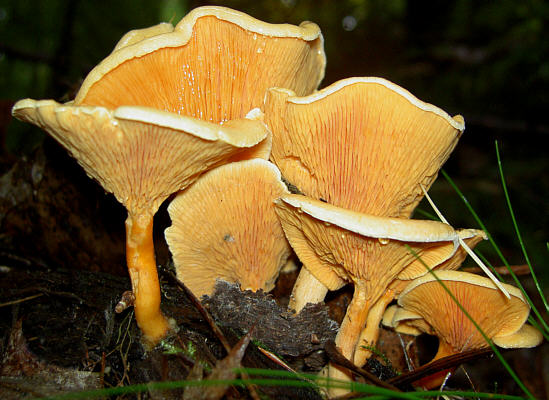
Podobny gatunek: lisówka pomarańczowa

Pieprznik jadalny (Cantharellus cibarius Fr.) – gatunek grzybów z rodziny kolczakowatych (Hydnaceae).

## Systematyka i nazewnictwo
Pozycja w klasyfikacji według Index Fungorum: Cantharellus, Hydnaceae, Cantharellales, Incertae sedis, Agaricomycetes, Agaricomycotina, Basidiomycota, Fungi.
Ma ok. 50 synonimów naukowych.
Nazwę polską podał Józef Jundziłł w 1830 r. W polskim piśmiennictwie mykologicznym gatunek ten opisywany był też jako kurka, stroczek lisica, kurka żółta, lisiec, pieprzyk jadalny, lisica, kurek, pieprznik pospolity, lisiczka, pieprznik gąska, stągiewka jadalna.
Często jako oddzielny gatunek wymieniany jest pieprznik blady (Cantharellus pallens Pilát), który jednak według Index Fungorum jest synonimem pieprznika jadalnego.

## Morfologia
Pieprznik jadalny zaliczany jest do tzw. grzybów wielkoowocnikowych. Część podziemna plechy, grzybnia, jest najczęściej niewidoczna, natomiast owocniki z podstawkami wykształcającymi zarodniki wyrastają ponad warstwę mchów na dnie lasu.
Kapelusz
Średnicy 1–12 cm. U młodych owocników guzikowaty, okrągłego kształtu, później wypukły z podwiniętym brzegiem, a u starszych okazów rozpostarty, lejkowaty i nieregularny. Barwy jasnożółtej do pomarańczowożółtej. Powierzchnia gładka, matowa.
Hymenofor
W formie nieregularnie i widlasto rozgałęzionych, grubych listewek daleko zbiegających na trzon. Mają taką samą barwę jak kapelusz. Często połączone są anastomozami.
Trzon
Wysokość 3–6 cm, średnica do 2,5 cm. Barwy kapelusza, często o jaśniejszym odcieniu. Podstawa zwężona, powyżej szerszy i łagodnie przechodzący w kapelusz. Pełny, twardy i często wygięty.
Miąższ
Barwy białej lub bladożółtej, o zwartej konsystencji, łamliwy, włóknisty w trzonie. Zapach owocowy, korzenny, nieco pieprzowy. Smak łagodny, kwaskowaty lub lekko ostry.
Wysyp zarodników
Białawy, żółtawy lub jasnoochrowożółty. Zarodniki o wymiarach 7–11 × 4–6,5 µm., bezbarwne, o elipsoidalnym kształcie, gładkie.
Gatunki podobne
- Pieprznik ametystowy (Cantharellus amethysteus), którego kapelusz pokryty jest filcowatymi, fioletowymi łuseczkami (zwłaszcza u młodych egzemplarzy). Występuje głównie w górach pod bukami i jest rzadki[5].
- Pieprznik pomarańczowy (Cantharellus friesii). Jest intensywnie pomarańczowy i rośnie tylko w buczynach[4].
- Lisówka pomarańczowa (Hygrophoropsis aurantiaca), różniąca się przede wszystkim cienkimi i gęstymi blaszkami oraz ciemniejszą, pomarańczową barwą owocników[5].

Pomylenie pieprznika jadalnego z którymkolwiek z innych gatunków pieprzników z punktu widzenia grzybiarzy nie ma znaczenia, gdyż wszystkie one są jadalne. Łatwo jednak pomylić go z lisówką pomarańczową, która według niektórych autorów jest niejadalna, według innych trująca.

## Występowanie i siedlisko
Gatunek kosmopolityczny. Poza Antarktydą występuje na wszystkich kontynentach, a także na wielu wyspach. W Polsce jest pospolity i należy do najczęściej występujących grzybów leśnych.
Naziemny grzyb mykoryzowy. Rośnie w lasach liściastych i iglastych, często na piaszczystych, kwaśnych glebach. Często pod świerkami pośród mchów. W niektórych rejonach Europy jednak zanika. Coraz rzadszy, wskutek kwaśnych deszczów, jest np. w Niemczech. Długookresowe badania naukowe prowadzone w Holandii wykazały, że na jego liczebność nie wpływa zbieranie jego owocników przez grzybiarzy. Liczebność ta była taka sama na obszarach od dawna penetrowanych regularnie przez grzybiarzy, jak na kontrolnych, nieodwiedzanych przez nich siedliskach.

## Znaczenie
Kulinarne i handlowe
Grzyb jadalny. Dotychczasowe próby uprawy tego gatunku zakończyły się niepowodzeniem. Pieprznik jadalny dopuszczony jest w Unii Europejskiej do obrotu handlowego i eksportu, jego kod w systemie Nomenklatury Scalonej (CN) to 0709 59 10, a określony został jako towar wrażliwy (S).
Walorami spożywczymi pieprznika jadalnego są jego aromat, smak oraz twardość i chrupkość owocników. Do spożycia zaleca się młode, zdrowe owocniki, które można przyrządzać na wiele sposobów. Smażenie kurek powinno trwać krótko, ponieważ w innym wypadku mocno twardnieją. Marynowane ustępują walorami smakowymi kilku innym popularnym gatunkom grzybów jadalnych, przy tym do przetworów tego rodzaju zaleca się stosować same kapelusze z krótko odciętym trzonem. Kurki duszone i konserwowane dobrze jest mieszać z grzybami zawierającymi duże ilości śluzów (podgrzybkami, opieńkami, maślakami). Ponieważ kurki po suszeniu nie mają atrakcyjnego wyglądu, wskazane jest dosuszenie ich do kruchości i zmielenie na mączkę grzybową. Mączka traci jednak szybciej aromat i szybko bywa atakowana przez molowate.
Filatelistyka
Pierwszy raz pieprznik jadalny znalazł się na znaczku pocztowym wyemitowanym przez Pocztę Polską 8 maja 1959 roku. Ząbkowany znaczek w formie trójkątnej, o nominale 1 zł wydany został w serii Grzyby Polski. Wydrukowano 4 924 000 sztuk, techniką rotograwiury, na papierze niepowlekanym. Autorem projektu znaczka był grafik Czesław Borowczyk. Cała seria pozostawała w obiegu do 31 grudnia 1994 roku.
Kolejny znaczek z pieprznikiem jadalnym Poczta Polska wyemitowała 29 sierpnia 2014 r. w serii Grzyby w polskich lasach. Autorem projektu znaczka o nominale 1,75 zł była Marzanna Dąbrowska. Znaczek wydrukowano techniką offsetową, na papierze fluorescencyjnym, w nakładzie 400 000 sztuk.